# Campeonato Amazonense Segunda Divisão 2022
In 2022 werd het 27ste Campeonato Amazonense Segunda Divisão gespeeld voor voetbalclubs uit Braziliaanse staat Amazonas. De competitie werd georganiseerd door de FAF en werd gespeeld van 16 juli tot 21 september. Rio Negro werd kampioen. 

## Eerste fase
| Plaats | Club                | Wed. | W | G | V | Saldo | Ptn. |
| ------ | ------------------- | ---- | - | - | - | ----- | ---- |
| 1.     | Rio Negro           | 8    | 8 | 0 | 0 | 31:2  | 24   |
| 2.     | Unidos do Alvorada  | 8    | 6 | 1 | 1 | 30:7  | 19   |
| 3.     | Parintins           | 8    | 5 | 1 | 2 | 37:9  | 16   |
| 4.     | RB do Norte         | 8    | 4 | 0 | 4 | 21:27 | 12   |
| 5.     | CDC Manicoré        | 8    | 3 | 0 | 5 | 20:33 | 9    |
| 6.     | Sul América         | 8    | 3 | 0 | 5 | 15:29 | 9    |
| 7.     | Atlético Amazonense | 8    | 2 | 1 | 5 | 18:19 | 7    |
| 8.     | Librade             | 8    | 2 | 0 | 6 | 11:38 | 6    |
| 9.     | Tarumã              | 8    | 1 | 1 | 6 | 8:27  | 4    |

|  | Geplaatst voor tweede fase |

## Tweede fase
In geval van gelijkspel worden strafschoppen genomen.
|  | halve finale       | halve finale | halve finale | halve finale |  |           | finale | finale | finale | finale |
|  |                    |              |              |              |  |           |        |        |        |        |
|  |                    |              |              |              |  |           |        |        |        |        |
|  | Rio Negro          | 4            | 6            | 10           |  |           |        |        |        |        |
|  | RB do Norte        | 1            | 0            | 1            |  |           |        |        |        |        |
|  |                    |              |              |              |  | Rio Negro | 3      |        | 3      |        |
|  |                    |              |              |              |  | Parintins | 1      |        | 1      |        |
|  | Unidos do Alvorada | 2            | 0            | 2 (4)        |  |           |        |        |        |        |
|  | Parintins          | 1            | 1            | 2 (5)        |  |           |        |        |        |        |

### Kampioen
| Campeonato Amazonense de Segunda Divisão de 2022 |
| Amazonas                                         |
| ------------------------------------------------ |
| RIO NEGRO Kampioen (3° titel)                    |

1914 · 1915 · 1916 · 1917 · 1918-1930  · 1931 · 1932-1946  · 1947 · 1948-1956  · 1957 · 1958 · 1959 · 1960 · 1961 · 1962 · 1963-2006  · 2007 · 2008 · 2009 · 2010 · 2011 · 2012  · 2013 · 2014 · 2015 · 2016  · 2017.1 · 2017.2 · 2018 · 2019 · 2020 · 2021 · 2022 · 2023 · 2024